# Parlamentspartei
Als Parlamentsparteien werden die durch eine Wahl in ein nationales Parlament entsandten politischen Parteien bezeichnet. Bisweilen sind in den Begriff auch die Parteien in Landtagen oder anderen Regionalparlamenten eingeschlossen.
Ein Gegenbegriff zu Parlamentsparteien sind die Kleinparteien, deren parlamentarische Vertretung oft an Sperrklauseln scheitert.

## Parteienspektrum und politische Stabilität
Zum Schutz vor einer Zersplitterung des politischen Spektrums und zwecks Bildung von stabilen, auf Parlamentsmehrheiten basierenden Regierungen kennen viele demokratische Verfassungen eine Sperrklausel, die vorsieht, dass Parteien bei Wahlen eine gewisse „Prozenthürde“ von etwa drei bis fünf Prozent der abgegebenen gültigen Wählerstimmen erhalten müssen, um im Parlament vertreten zu sein. Die Sperrklausel soll verhindern, dass viele Kleinparteien die Arbeitsfähigkeit des Parlaments erschweren, und dass kleine, Einzelinteressen vertretende Wählergruppen als „Zünglein an der Waage“ einen überproportionalen Einfluss auf das politische Geschehen ausüben. Erreicht eine kandidierende Partei nicht einen gewissen Prozentsatz an Wählerstimmen, so bleibt ihr Stimmenanteil unberücksichtigt und die potentielle Anzahl an Mandaten geht an die politischen Mitbewerber, welche die Sperrklausel überwunden haben. Alternativ oder ergänzend zu einer Sperrklausel nennt das Wahlrecht vieler Staaten die Möglichkeit, trotz einer Stimmenzahl unterhalb der Sperrklausel durch ein oder mehrere Grundmandate den Einzug ins Parlament zu schaffen.

## Regierungsbildung und Koalitionen
Die Regierungsbildung erfolgt in demokratischen Systemen meistens aufgrund von Verhandlungen zwischen der stärksten Parlamentspartei und den übrigen im Parlament vertretenen Parteien. Die Parteien haben das Ziel, sich in Regierungsverhandlungen auf ein gemeinsames Vorgehen für die Dauer einer Legislaturperiode zu verständigen. Naturgemäß gelingt eine Regierungsbildung leichter zwischen Parteien, die eine ähnliche politische Ausrichtung haben und auf derselben Seite des politischen Spektrums stehen:
- bürgerliche bzw. gemäßigte Rechtsparteien (neben Bürgerforen vor allem Christdemokraten bzw. Christlichsoziale, Konservative und Liberale)
- Sozialdemokratie und gemäßigte Linksparteien, Sozialisten, Linksliberale, die meisten der „grünen“ Parteien

Große Koalitionen aus Konservativen und Sozialdemokraten vereinigen gemeinsam Politikansätze eines breiteren gesellschaftlichen Spektrums in sich und sind deshalb zu tiefergreifenden Reformen in der Lage als Regierungen mit knapper Mehrheit. Derartige Große Koalitionen sind in Ländern mit wenigen Parlamentsparteien oft über viele Jahre ununterbrochen an der Regierung. In Deutschland bezeichnet der Begriff „Große Koalition“ traditionell ein Bündnis von CDU bzw. CSU mit der SPD, in Österreich ist eine von ÖVP und SPÖ gebildete Bundes- oder Landesregierung gemeint. In der Schweiz hat sich traditionell eine Zusammenarbeit der vier größten Parlamentsparteien in Form einer Konkordanzregierung herausgebildet.
Die nicht in der Regierung vertretenen Parteien bilden die Opposition. Ob sie im politischen Alltag einzeln agieren oder Oppositionsbündnisse wie etwa für ein Misstrauensvotum bilden, hängt vom betreffenden Land, seiner politischen Kultur und dem jeweiligen Thema ab.

## Andere demokratische Regierungsformen
Eine Regierung ohne Parlamentsmehrheit (Minderheitsregierung) kann erfolgreich amtieren, wenn sie stillschweigend oder nach Verhandlungen von einer oder mehreren anderen Parteien toleriert wird; diese Parteien verschaffen dann der Minderheitsregierung bei der Regierungsbildung oder bei einzelnen Abstimmungen eine Mehrheit. Bei sogenannten Mitte-links- oder Mitte-rechts-Konstellationen ist diese indirekte Unterstützung oft die Voraussetzung für die politische Stabilität einer Regierung. Eine Minderheitsregierung kann leicht durch einen Misstrauensantrag zu Fall gebracht werden, wenn die tolerierende Partei der Regierung die Unterstützung entzieht.
Verfügt eine Parlamentspartei über die absolute Mehrheit an Mandaten, ist sie in der Lage, eine Alleinregierung zu bilden. Solche Regierungen sind in jüngerer Zeit allerdings zunehmend selten geworden; in den 16 Ländern der Bundesrepublik Deutschland gibt es seit 2015 nur noch eine Alleinregierung (CSU, Bayern).
Liegt der Stimmenanteil der größten Parlamentspartei unter 50 Prozent der Mandate, versucht sie häufig, die Regierung mit einer weiteren Partei zu bilden, die als „Juniorpartner“ fungiert. In den Verhandlungen kann die kleinere Partei in vielen Fällen mehrere ihrer politischen Ziele erfolgreich ins Regierungsprogramm einbringen, als ihrem Stimmenanteil entspricht.

## Kleinparteien in Parlamenten
Zeitweise überwinden Kleinparteien die Sperrklausel, weil sie durch die Besetzung ungewöhnlicher oder aktueller Themen eine ausreichende Anzahl von Wählern überzeugen, obwohl diese Parteien nur ein limitiertes oder spezifisches Wählerpotential besitzen. In Folge der EU-Erweiterung vom Mai 2004 gelang es etwa der rechtsextremistischen NPD, in die Landtage von Mecklenburg-Vorpommern und Sachsen einzuziehen, da sie gezielt Ängste und Vorbehalte der Wähler gegen die Freizügigkeit der Bürger der neuen EU-Mitgliedsstaaten in ihren Wahlkampagnen ausnutzte.
In manchen Ländern sieht die Wahlordnung die Möglichkeit vor, dass sich kleine, aber ähnlich ausgerichtete politische Parteien zu Wahlbündnissen zusammenschließen. In Italien oder Russland fungieren bekannte Politiker meistens als „Galionsfigur“ solcher Gruppierungen.
Mancher Kleinpartei gelingt der Sprung ins Parlament, wenn sie über ein oder mehrere zugkräftige Kandidaten oder einen populären Parteichef verfügt. In jüngerer Zeit gelang das unter anderem der Statt Partei (Hamburg, 1993–1997), dem Liberalen Forum (Österreich, 1994–1999) oder der Partei Rechtsstaatlicher Offensive (Hamburg, 2001–2004).